# Ювелір

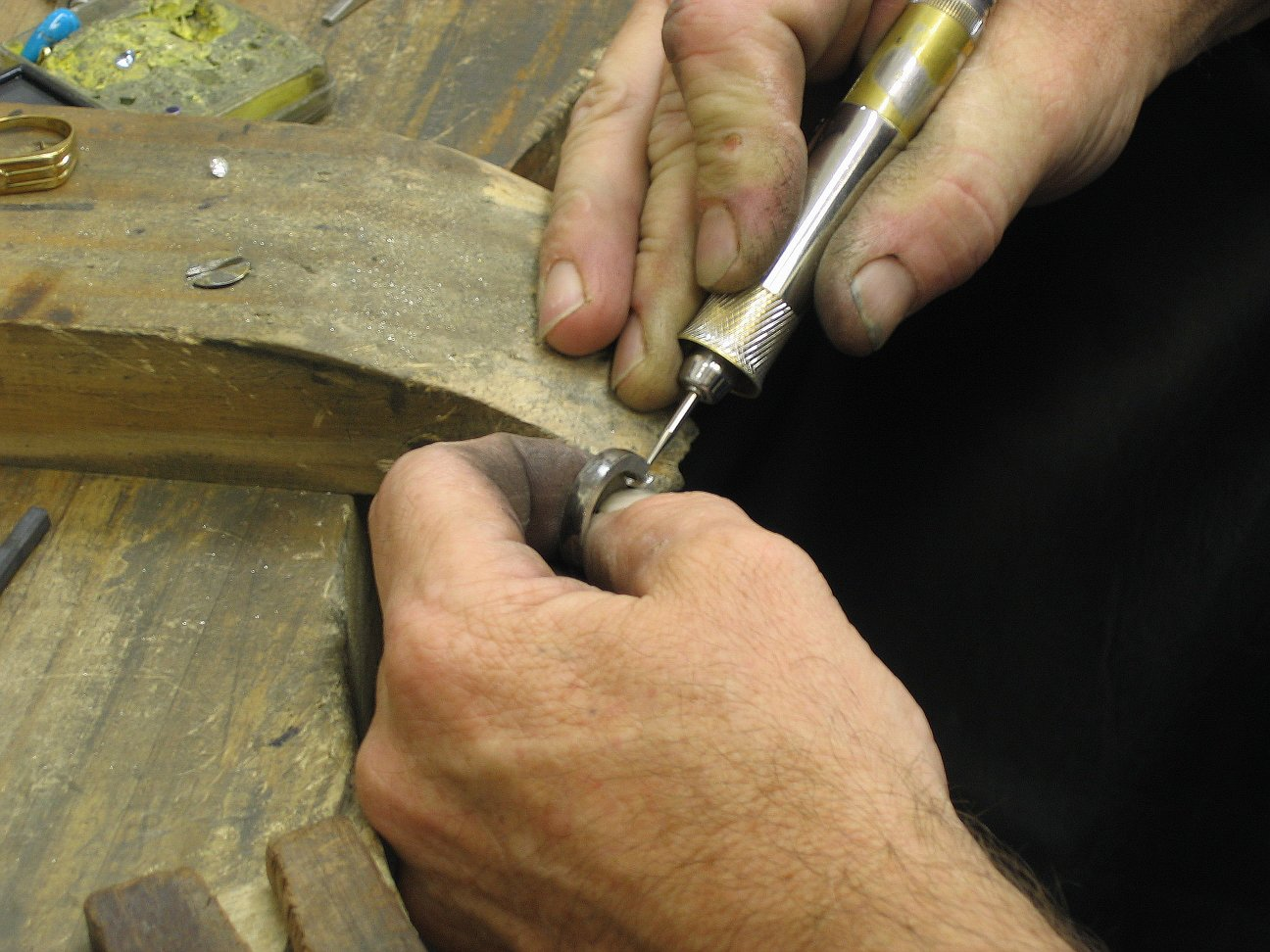
Ювелір під час роботи над каблучкою

Ювелі́р або золота́р — особа, що займається ювелірною справою, фахівець із виготовлення ювелірних прикрас. Золотар — синонім до слова ювелір.
В Україні День ювеліра святкують 21 червня на честь дня, коли було знайдено Золоту пектораль в кургані Товста Могила.